# Brandon Brooks (Basketballspieler)
Brandon Brooks (* 28. Juni 1987 in Dallas, Texas) ist ein US-amerikanischer Basketballspieler. Nach dem Studium in seinem Heimatland wurde Brooks Profi und spielte in Deutschland und Israel sowie für die Tulsa 66ers aus der NBA Development League (D-League).

## Karriere
Nach der High School in Euless ging Brooks zunächst zum Studium an das Junior College „North Lake“ in Irving (Texas) innerhalb des „Dallas-Fort-Worth-Metroplex“. Nach zwei Jahren, in denen er auch für die Hochschulmannschaft Blazers in der „National Junior Collegiate Athletic Association“ (NJCAA) spielte, wechselte er dann 2007 zum weiterführenden Studium an die Alabama State University, deren Hochschulmannschaft Hornets in der Southwestern Athletic Conference (SWAC) der NCAA spielen. Die Hornets erreichten zweimal die beste Bilanz innerhalb der Mannschaften der SWAC, gewannen aber nur 2009 das Meisterschaftsturnier. Anschließend mussten die Hornets in die „Opening Round“ oder Qualifikationsrunde für die landesweite NCAA-Endrunde, in der man gegen die Eagles der Morehead State University deutlich verlor.
2009 wurde Brooks Profi und unterschrieb einen Vertrag für die Basketball-Bundesliga 2009/10 bei den Eisbären aus Bremerhaven. Diese waren zuvor Tabellenletzter gewesen und hatten den Klassenerhalt nur durch den Erwerb einer „Wild Card“ erreicht. Mit neuem Trainer und verändertem Kader erreichten die Eisbären jedoch wieder die Play-offs um die deutsche Meisterschaft, in denen man in der ersten Runde etwas überraschend den „frisch gebackenen“ EuroChallenge-Sieger BG 74 Göttingen in den Schlusssekunden des entscheidenden Spiels in Göttingen schlug. In der folgenden Runde verpasste man nun selbst in der Verlängerung des entscheidenden Spiels vor eigenem Publikum den Einzug in die Finalserie um die Meisterschaft. Anschließend bekam Brooks keinen neuen Vertrag und kehrte in sein Heimatland zurück, wo er für die 66ers aus Tulsa in der D-League spielte. Diese schieden ebenfalls in der Halbfinalserie der D-League-Meisterschaft aus.
2011 kehrte Brooks erneut in die Basketball-Bundesliga zurück und spielte in der Saison 2011/12 für Bremerhavens Ligakonkurrenten Phoenix aus Hagen, für die es jedoch nur zum Klassenerhalt reichte. In der folgenden Spielzeit spielte er zunächst in der zweiten israelischen Ligat Leumit für Hapoel aus Kfar Saba. Im Dezember 2012 entschloss man sich jedoch zu einer Vertragsauflösung und Brooks kehrte Ende März 2013 zu den Tulsa 66ers zurück.